# Maranello

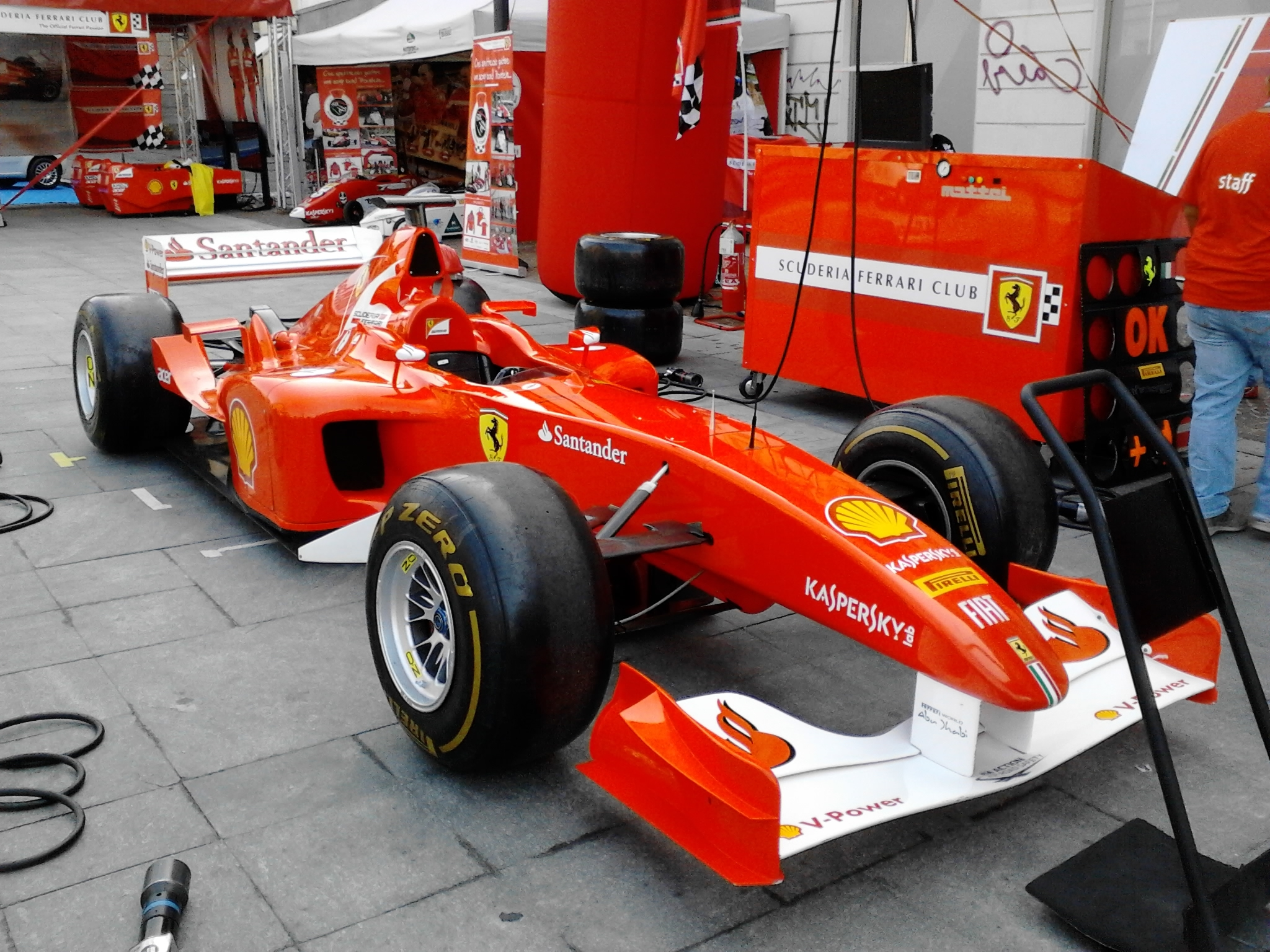
Ferrari

Maranello är en stad och kommun i provinsen Modena i regionen Emilia-Romagna i norra Italien.  Staden ligger i närheten av Modena. Kommunen hade 17 680 invånare (2018).
Maranello är förmodligen mest känd för att vara hemstad för biltillverkaren Ferrari och F1-stallet Scuderia Ferrari. Där finns till exempel ett Ferrarimuseum och en Ferraributik. I staden finns också Pista di Fiorano, som är Ferraris testbana. 2007 bodde det 16 621 personer i Maranello. 